# 塞尔电台
塞尔电台（西班牙語：Cadena SER）是西班牙的一家广播电台，也是该国历史最悠久的广播电台。

## 简介
1924年11月14日，巴塞罗那的EAJ-1电台开播。1925年6月17日，西班牙、德国和美国合资的Unión Radio在马德里开办了EAJ-7电台，并于1926年11月10日收购了巴塞罗那EAJ-1电台，其后又在西班牙国内多地开设了多家电台，并组成广播联播网，以马德里为节目制作中心。1940年，Unión Radio被“西班牙广播公司”（Sociedad Española de Radiodifusión，“SER”一词即“西班牙广播公司”的西语字母缩写）收购。在佛朗哥独裁统治期间，塞尔电台被禁止制作全国新闻节目，只能每天转播两次西班牙国家广播电台的新闻节目。1975年，西班牙政府强制收购了塞尔电台25%的股份，其余股份被卖给普利沙集团，后者于1992年收购了政府持有的25%股份。
塞尔电台的政治立场一般被认为倾向于左翼的西班牙工人社会党，其体育节目也是一大特色。